# Giacomo Durazzo

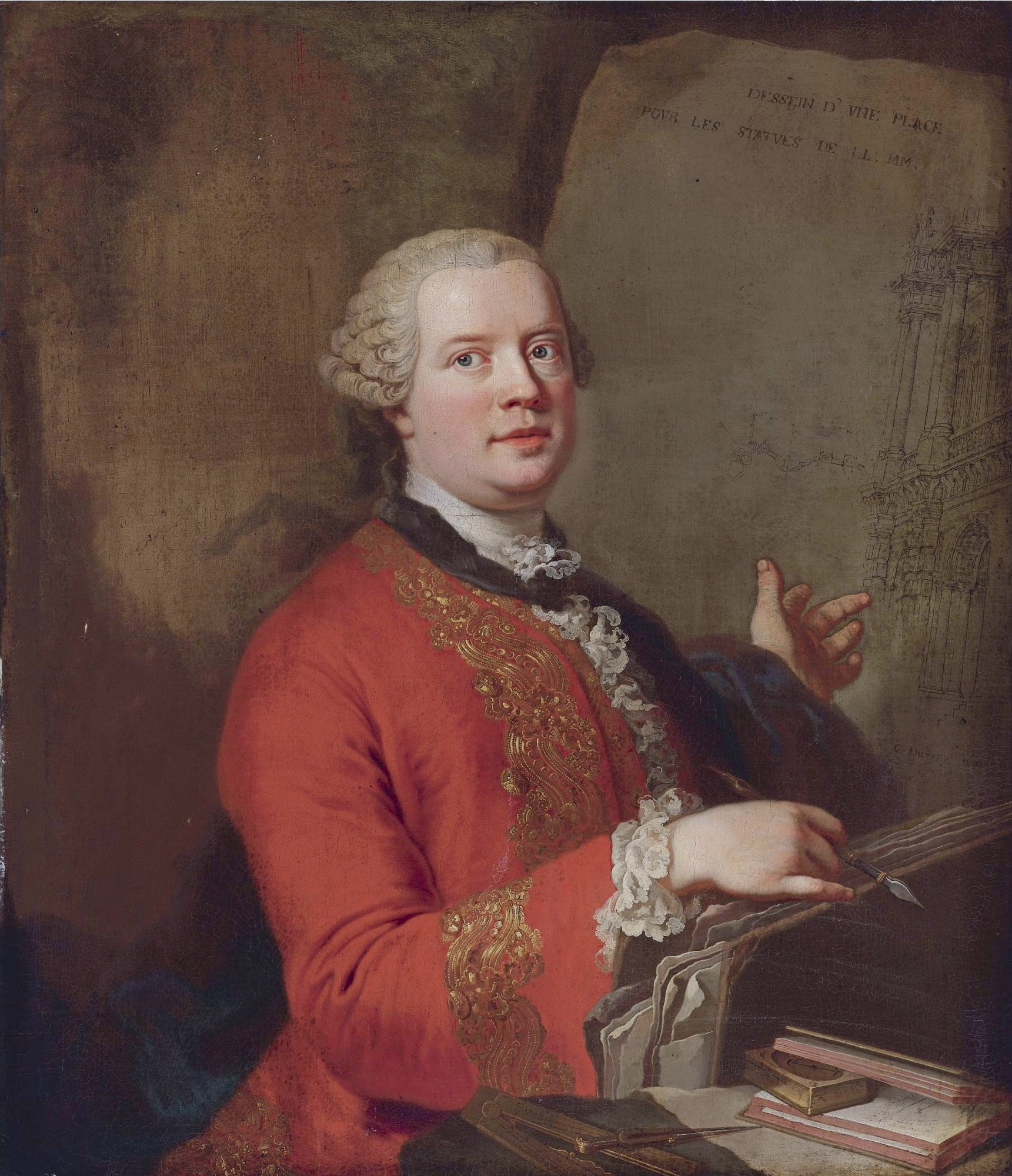
Graf Durazzo von Martin van Meytens († 1770), spätestens 1764

Graf Giacomo Durazzo (* 27. April 1717 in Genua; † 15. Oktober 1794 in Venedig) war ein italienischer Diplomat, Theaterintendant und Kunstmäzen.

## Leben
Durazzo stammte aus einer der bedeutendsten Adelshäuser Genuas, den Durazzo, sein Bruder war der Doge von Genua Marcellino Durazzo, Eigentümer des Herrschaftshauses, in dem sich heute das Museo del Palazzo Reale befindet.
1749 wurde er Botschafter Genuas in Wien, verließ aber 1752 den diplomatischen Dienst und wurde Assistent des Direktors des Wiener Hoftheaters. 1754 wurde er dort Direktor aller kaiserlichen Theater (Burgtheater, Theater am Kärntnertor), mit Unterstützung von Kaiserin Maria Theresia und Wenzel Anton von Kaunitz-Rietberg. Seine Theaterbegeisterung stammte noch aus Genua, wo seine Familie einige der bekanntesten Theater besaß. Er führte die komische Oper ein, wirkte hier mit Charles-Simon Favart aus Paris zusammen und förderte Christoph Willibald Gluck, den er mit dem Librettisten Ranieri de’ Calzabigi bekannt machte, dem Librettisten der Oper Orfeo ed Euridice, die 1762 in Wien uraufgeführt wurde. Durazzo machte Gluck zum inoffiziellen dramaturgischen Leiter der Theater.
Er war nicht nur wesentlich an der Opernreform beteiligt, die mit dem Namen Gluck verbunden ist, sondern reformierte auch das Ballett in Zusammenarbeit mit Gasparo Angiolini. Auch führte er öffentliche Konzerte ein. Außerdem förderte er das deutsche Theater über Joseph Felix von Kurz (Bernardon).
Wegen der Opposition gegen seine Reformen trat er 1764 zurück und wurde kaiserlicher Botschafter in Venedig. Dort sammelte er Drucke, die mit Unterstützung von Albert Kasimir von Sachsen-Teschen die Grundlage der Albertina-Sammlung bildeten. Seine bedeutende Musikaliensammlung (darunter Autographe von Antonio Vivaldi) liegt heute in der Nationalbibliothek in Turin. 1771 besuchte ihn Mozart in Venedig.

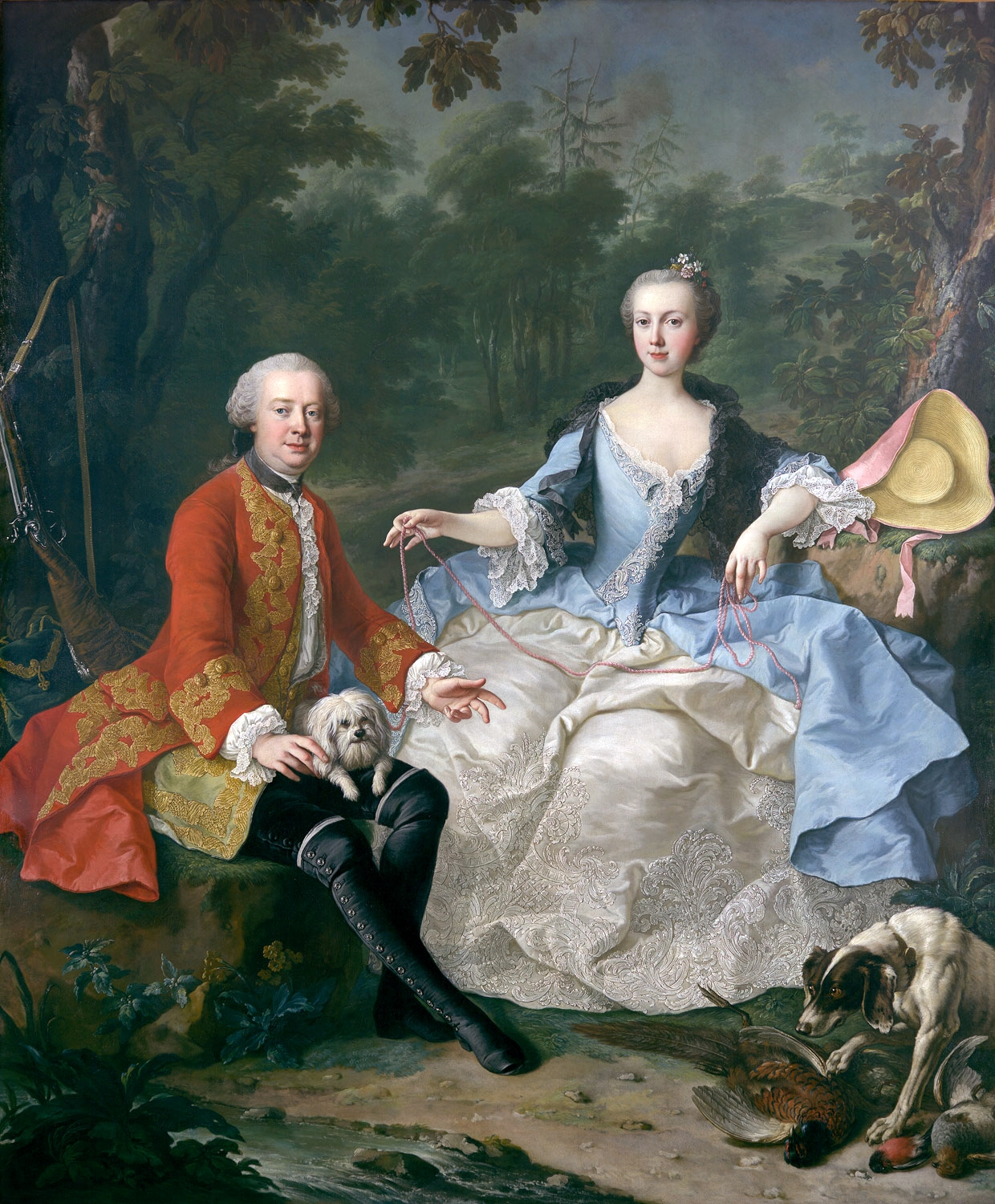
Graf Durazzo mit Frau, Gemälde von Martin van Meytens

1750 heiratete er die damals achtzehnjährige Ernestine Aloisia Ungnad von Weissenwolff; bei der Hochzeit war auch Giacomo Casanova anwesend (2, 12).